# ناحیه اکرا، شهرستان پمبینا، داکوتای شمالی
شهرستان اکرا، بخش پمبینا، شمال داکوتا (به انگلیسی: Akra Township, Pembina County, North Dakota) یک منطقهٔ مسکونی در ایالات متحده آمریکا است که در داکوتای شمالی واقع شده‌است.

## خصوصیات
شهرستان اکرا ۹۳٫۱ کیلومترمربع مساحت و ۲۵۲ نفر جمعیت دارد و ۳۰۲ متر بالاتر از سطح دریا واقع شده‌است.